# توني ويليمز
توني ويليمز (بالإنجليزية: Tony Willems)‏ (و. 1939 – م) هو مخرج مسرحي، وممثل، من بلجيكا.

## روابط خارجية
- توني ويليمز على موقع IMDb (الإنجليزية)